# Salvatore Marino
Salvatore Marino (Asmara, 2 gennaio 1960) è un comico, cabarettista e attore italiano, figlio di madre eritrea e padre italiano.

## Biografia
Esordisce come autore ed attore, partecipa a numerosi lungometraggi ed a spettacoli teatrali, si dedica all'informazione radiofonica e televisiva. È stato editorialista della trasmissione televisiva Omnibus Weekend all'interno della quale ha condotto la rubrica satirica Fondale marino.
La caratteristica degli "articoli di fondo" di Marino è la frammentazione delle notizie, associate e disarticolate con una logica apparentemente "fuzzy" o "brainstorming" all'interno della quale si inseriscono giochi di parole, pungente ironia e critica nemmeno troppo velatamente celata. Le staffilate si susseguono a ritmo serrato alternando argomenti di cronaca politica, civile e di costume.
Nel 2012 è uno dei comici della trasmissione televisiva Zelig. Dalla stagione 2014-2015 partecipa alla trasmissione I fatti vostri, su Rai 2, dove conduce uno spazio in cui mostra video presi dal web. Nel 2021 è nel cast di Propaganda Live su La7. Nel 2023 inizia la collaborazione con il sito d'informazione Dagospia.com dove conduce il Dago-Tg, un breve telegiornale satirico.

## Filmografia

### Cinema
- Stangata napoletana, regia di Vittorio Caprioli (1983)
- Stradivari, regia di Giacomo Battiato (1988)
- Appuntamento a Liverpool, regia di Marco Tullio Giordana (1988)
- Il colore dell'odio, regia di Pasquale Squitieri (1989)
- Abbronzatissimi, regia di Bruno Gaburro (1991)
- Il delitto di via Monti Parioli, regia di Antonio Bonifacio (1998)
- Gente di Roma, regia di Ettore Scola (2003)
- Se sei così ti dico sì, regia di Eugenio Cappuccio (2011)

### Televisione
- Villa Arzilla, regia di Gigi Proietti (1990) - serie TV
- Amico mio, regia di Paolo Poeti (1993-1998) - serie TV, 14 episodi

## Programmi televisivi
- DOC International DOC club di Renzo Arbore (Rai 2, 1989) - comico
- Raimondo e le altre (Rai 1, 1991) - comico
- Sanremo Follies (Rai 1, 1991) - conduttore
- Sanscemo (Rai 2 e Video Music, 1991) - conduttore
- No Zapping, gioco a premi (TMC, 1991-92) - conduttore
- Retromarsh (TMC, 1996) - comico
- Voglia di mare, docu-fiction (TMC, 2000) - conduttore
- Omnibus Weekend (LA7, 2002-2005) - editorialista
- Zelig (Canale 5, 2012) - comico
- I fatti vostri (Rai 2, 2014-2018) - co-conduttore
- Propaganda Live (LA7, 2020) - comico